# Trnovec
Trnovec (in ungherese Tövisfalva) è un comune della Slovacchia facente parte del distretto di Skalica, nella regione di Trnava.